# Mystic River (romance)
Mystic River é um livro escrito por de Dennis Lehane e publicado em 2001, e marca o iníco de uma nova fase de inspirada qualidade na obra deste autor.
O livro tornou Lehane mundialmente famoso após ter os seus direitos comprados por Clint Eastwood, que o adaptou para o cinema em seu premiado filme Mystic River (Sobre Meninos e Lobos, em português).

## Sinopse
Trata-se da história de três vidas que foram marcadas para sempre por um ato de violência. Sean, Jimmy e Dave são três garotos que vivem em uma comunidade pobre na cidade de Boston. Os três brincavam na rua quando foram abordados por falsos policiais que raptaram Dave e o submeteram a abusos sexuais. Dave consegue escapar, mas ficará marcado para sempre pelos maus-tratos que sofreu. Sean ir-se-á tornar um policial, enquanto seu amigo Jimmy irá seguir o caminho oposto, e se envolver em crimes, até acabar sendo preso e se regenerar.
Muitos anos depois, os três irão se reencontrar, desta vez em função de outro ato de violência: a filha adolescente de Jimmy é assassinada. Em um determinado momento, as suspeitas recaem sobre Dave.